# 眉山 (島原市)
眉山（まゆやま）は、長崎県島原市にある山。眉山自体の活動記録はないが雲仙火山に付属する火山。世界ジオパークネットワークに加盟する島原半島ジオパークのジオサイトの一つである。

## 概要
雲仙火山の中でも東端に位置する約4千年前に形成された溶岩円頂丘。これは同火山の中でも最大級の大きさで、眉山火山は七面山と天狗山の2つのデイサイトの溶岩ドームからなる。
主峰となる七面山（標高818.7 m）の他、天狗山（695 m）・南峰（708 m）の三峰を合わせた全体を眉山と総称する。後述する山体崩壊によって東側に大規模な崩落跡が残る。

## 歴史
- 1792年（寛政4年） - 群発地震と普賢岳の噴火の後、火山性地震を直接の原因とした山体崩壊が発生し、多量の土砂が有明海に流れ込んだことにより島原大変肥後迷惑が発生した（詳細は当該項目を参照）。
- 1916年（大正5年） - 国直轄による治山事業に着手。当時は富士山の大沢崩れ、男体山の薙と並んで3難山と呼ばれた[2]。

## アクセス
- まゆやまロード登山口

## 近隣の山
- 平成新山

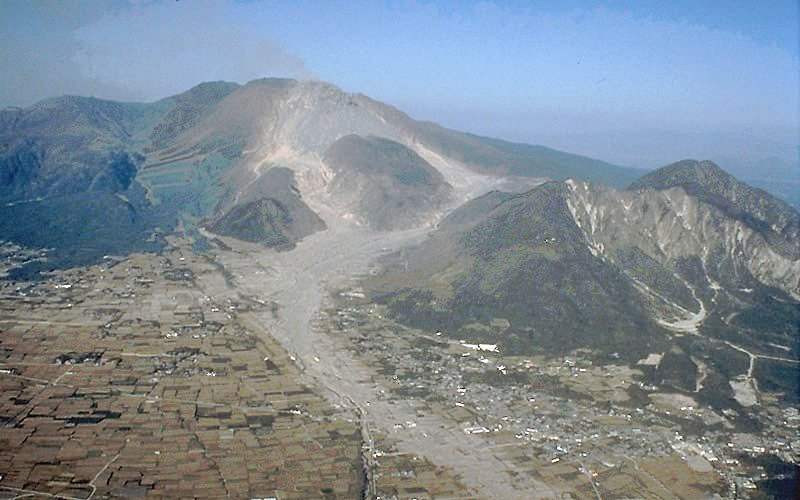
右は眉山、左奥は雲仙岳